# Лонгнес
Лонгнес (швед. Långnäs) — порт на Аландских островах, примерно в 30 км от Мариехамна. Находится в муниципалитете Лумпарланд на одноименном острове.  Соединён с крупнейшим островом архипелага, Аландом, автомобильной дорогой (проходящей через несколько межостровных мостов).
Лонгнес является промежуточной остановкой для судов компании «Викинг лайн», «Оландстрафикен», «Силья Лайн». В этом порту начинаются паромные линии, ведущие в Кумлинге и Галтбю через Чокар. Когда в 1999 году была отменена пошлина на поездки в пределах ЕС, был построен новый терминал для больших автомобилей и пассажирских паромов на маршруте Стокгольм—Турку. Аландские острова являются автономией, что означает определенную независимость от официального Брюсселя в подобных вопросах. Таким образом, беспошлинная торговля на морских маршрутах между Финляндией и Швецией сохраняется при условии, что суда заходят на Аландские острова (обычно лишь на 5—10 минут).